# Élections législatives vincentaises de 1998
Les élections législatives vincentaises de 1998 se sont déroulées le 15 juin 1998 à Saint-Vincent-et-les-Grenadines. Le Nouveau Parti démocratique (NPD) connait un sérieux recul en perdant quatre de ses douze sièges et en arrivant deuxième en nombre de voix, derrière le nouvellement créé Parti travailliste uni (PTU), mais conserve de justesse sa majorité absolue avec huit sièges sur les quinze choisit au suffrage direct à la Chambre d'assemblée vincentaise. James Fitz-Allen Mitchell demeure Premier ministre.

## Contexte
Ces élections ont lieu avant l'échéance prévue à la suite de la dissolution prématurée de l'assemblée, dont le mandat de cinq ans devait s'achever l'année suivante. Ce sont les premières élections à voir concourir le Parti travailliste uni, issu en 1994 d'une fusion entre le Parti travailliste de Saint-Vincent (PTSV) et le Mouvement pour l'unité nationale (MUN).

## Système politique et électoral
Saint-Vincent-et-les-Grenadines est un royaume du Commonwealth, un État indépendant dans les Caraïbes ayant conservé la reine Élisabeth II comme chef symbolique et cérémoniel de l'État. Cette dernière est représentée par un gouverneur général choisi par le gouvernement vincentais. C'est une monarchie parlementaire et une démocratie multipartite. 
Son parlement monocaméral, l'assemblée, est composé de 21 à 23 membres élus pour cinq ans, dont 15 représentants au scrutin uninominal majoritaire à un tour dans autant de circonscriptions. Six autres membres, dits sénateurs, sont nommés par le gouverneur général, dont quatre sur proposition de la majorité au pouvoir et les deux autres sur celle de l'opposition. De même, Le président de l'assemblée et le procureur général sont membres de droit s'ils ne sont pas déjà issus des rangs de l'assemblée. Le Premier ministre et ses ministres sont issus de la Chambre d'assemblée, qui contrôle l'exécutif.
Le vote n'est pas obligatoire.

## Calendrier
| Dates          | Étapes                                   |
| -------------- | ---------------------------------------- |
| 18 mai 1998    | Dissolution de la cinquième assemblée    |
| 15 juin 1998   | Jour du scrutin                          |
| 9 juillet 1998 | Première réunion de la sixième assemblée |

## Résultats
|                           |                                        |        |       |      |        |               |  |  |  |
| Parti                     | Parti                                  | Voix   | %     | +/-  | Sièges | +/-           |  |  |  |
|                           | Parti travailliste uni (PTU)           | 28 025 | 54,60 | Nv   | 7      | en stagnation |  |  |  |
|                           | Nouveau Parti démocratique (NPD)       | 23 258 | 45,31 | 9,64 | 8      | 4             |  |  |  |
|                           | Parti des travailleurs du peuple (PTP) | 45     | 0,09  | Nv   | 0      | en stagnation |  |  |  |
|                           |                                        |        |       |      |        |               |  |  |  |
| Votes valides             | Votes valides                          | 51 328 | 99,64 |      |        |               |  |  |  |
| Votes blancs et invalides | Votes blancs et invalides              | 185    | 0,36  |      |        |               |  |  |  |
| Total                     | Total                                  | 51 513 | 100   | –    | 15     | en stagnation |  |  |  |
| Abstentions               | Abstentions                            | 24 956 | 32,64 |      |        |               |  |  |  |
| Inscrits / participation  | Inscrits / participation               | 76 469 | 67,36 |      |        |               |  |  |  |

| Majorité absolue |     |  |
| ↓                |     |  |
| 7                | 8   |  |
| PTU              | NPD |  |

## Représentants élus
| Circonscription        | Représentant sortant      | Parti | Parti | Représentant élu                  | Parti | Parti |
| ---------------------- | ------------------------- | ----- | ----- | --------------------------------- | ----- | ----- |
| North Windward         | Inconnu                   |       | NPD   | Monty Roberts                     |       | NPD   |
| North Central Windward | Ralph Gonsalves           |       | MUN   | Ralph Gonsalves                   |       | PTU   |
| South Central Windward | Allan Cruickshank         |       | NPD   | Chiefton Allan Cruickshank        |       | NPD   |
| South Windward         | Inconnu                   |       | PTSV  | Vincent Ian Beache                |       | PTU   |
| Marriaqua              | Inconnu                   |       | NPD   | Girlyn Miguel                     |       | PTU   |
| East St. George        | Inconnu                   |       | NPD   | Stanley Kenrick John              |       | PTU   |
| West St. George        | Yvonne Francis-Gibson     |       | NPD   | Michael Rayfield Cornelius Browne |       | PTU   |
| East Kingstown         | Inconnu                   |       | NPD   | Arnhim Eustace                    |       | NPD   |
| Central Kingstown      | Inconnu                   |       | NPD   | Ormiston 'Ken' Boyea              |       | PTU   |
| West Kingstown         | Inconnu                   |       | NPD   | John Horne                        |       | NPD   |
| South Leeward          | Inconnu                   |       | NPD   | Jeremiah Cephus Scott             |       | NPD   |
| Central Leeward        | Louis Straker             |       | PTSV  | Louis Straker                     |       | PTU   |
| North Leeward          | Inconnu                   |       | NPD   | Alpian Allen                      |       | NPD   |
| Northern Grenadines    | James Fitz-Allen Mitchell |       | NPD   | James Fitz-Allen Mitchell         |       | NPD   |
| Southern Grenadines    | Inconnu                   |       | NPD   | Glenford Stewart                  |       | NPD   |